# أليكسي ليزن
أليكسي ليزن (بالروسية: Лезин, Алексей Владимирович)‏ (مواليد 27 فبراير 1973) هو ملاكم روسي، مثّل بلاده في الألعاب الأولمبية الصيفية في دورتي 1996 و2000.

## روابط خارجية
أليكسي ليزن على موقع بوكس ريك (الإنجليزية) (registration required)
- أليكسي ليزن على موقع أوليمبيديا (الإنجليزية)